# Большебиково
Большебиково (рос. Большебыково) — село у Красногвардєйському районі Бєлгородської області Російської Федерації.
Населення становить 1015  осіб. Входить до складу муніципального утворення Утянське сільське поселення.

## Історія
Населений пункт розташований у східній частині української суцільної етнічної території — східній Слобожанщині.
Згідно із законом від 20 грудня 2004 року № 159 від 20 грудня 2004 року органом місцевого самоврядування є Утянське сільське поселення.

## Населення
| 2002 | 2010  |
| ---- | ----- |
| 1136 | ↘1015 |